# Lobogeniates waraputanus
Lobogeniates waraputanus är en skalbaggsart som beskrevs av Ohaus 1931. Lobogeniates waraputanus ingår i släktet Lobogeniates och familjen Rutelidae. Inga underarter finns listade i Catalogue of Life.